# Burgstall Auf der Burg (Fuchstal)
Der Burgstall Auf der Burg (Fuchstal) bezeichnet eine abgegangene hochmittelalterliche Höhenburg in Spornlage bei 704 m ü. NHN in der Flur  „Auf der Burg“ etwa 1500 Meter nordwestlich der Pfarrkirche Mariä Verkündigung in Leeder bzw. 500 m nördlich von Moosmühle, beides Gemeindeteile der Gemeinde Fuchstal im Landkreis Starnberg in Bayern. Die Anlage wird als Bodendenkmal unter der Aktennummer D-1-8030-0003 als „Burgstall des hohen oder späten Mittelalters“ geführt.

## Beschreibung
Die in etwa viereckige Anlage hat die Ausmaße von ca. 90 m in West-Ost-Richtung und 99 m in Süd-Nord-Richtung. Das  Burgareal ist um ca. 6 m von der Umgebung erhoben.